# Клаксон

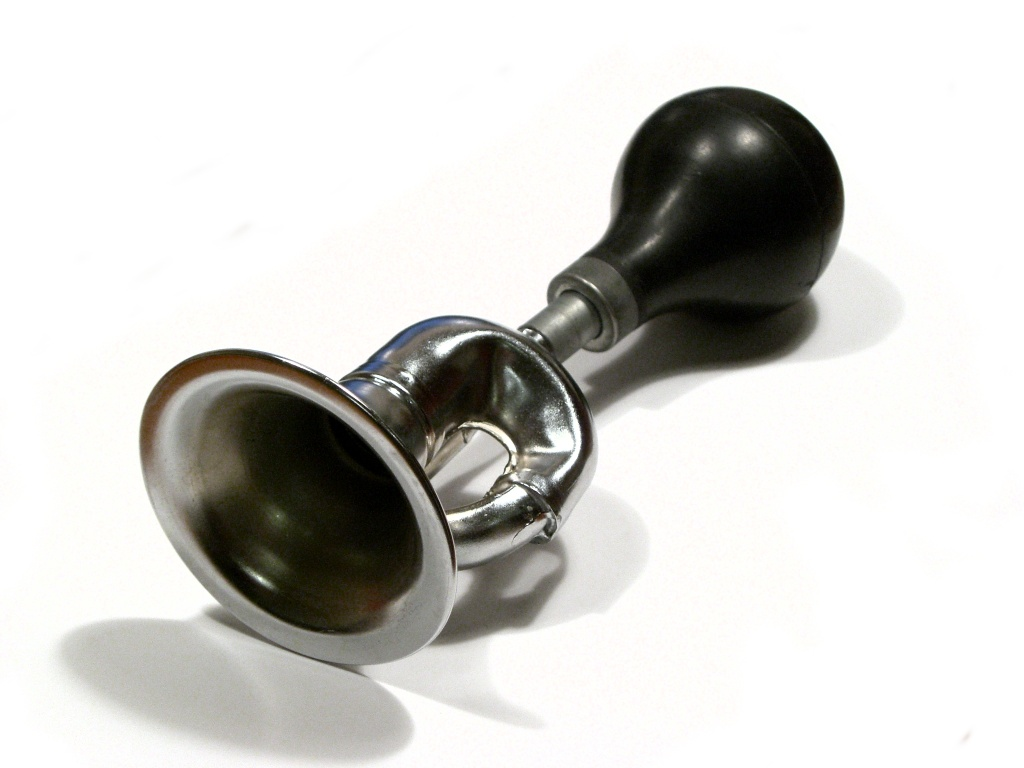
Пневматический велосипедный клаксон.

Клаксо́н (также допустимое ударение — кла́ксон) — устройство для подачи транспортными средствами звуковых сигналов, а также сам такой сигнал. Термин получил распространение по названию фирмы-производителя — «Klaxon Signals Ltd» (от др.-греч. κλάζω — выть, шуметь), выпускавшей их с 1908 года.

## История клаксона

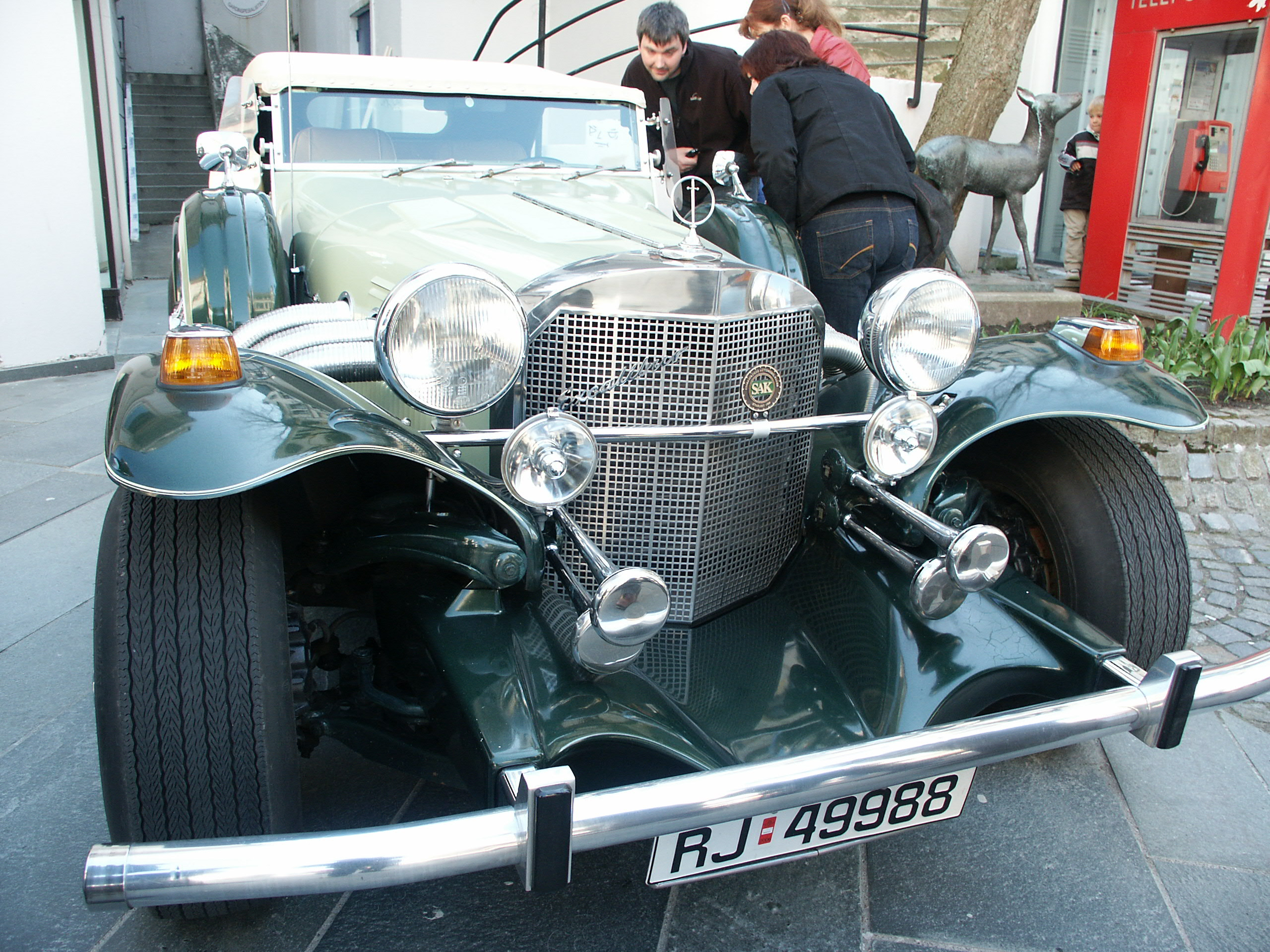
Автомобиль с двумя парами клаксонов по бокам радиатора

Первые образцы клаксонов, производившиеся для велосипедов и автомобилей, представляли собой механические устройства, состоящие из пружинящей пластины с фиксирующей заклепкой в середине. Пластина, соприкасаясь с вращающимся зубчатым колесом, производила специфический звук. Для его усиления и придания направленности к пластине крепили специальный рупор. Позже Рис Миллер (Miller Reese Hutchison) совместно с Томасом Эдисоном получили патент на клаксон с электрическим вращением шестерни.
Помимо клаксонов, использовавших электромеханический принцип, впоследствии стали появляться пневматические и электронные модели. Звуковые сигналы стали изготавливать многие фирмы, в том числе производители транспортных средств, но по традиции их всё ещё продолжают иногда называть клаксонами.

## Существующие принципы действия устройств подачи звуковых сигналов

Электромеханическая схема работы современного клаксона соленоидного типа

В настоящее время подача звукового сигнала с помощью вращающейся шестерни и пластины, как это было в первых клаксонах, практически не применяются. Исключением являются некоторые модели трамваев, велосипедов и отдельные ручные звонки, например для вызова персонала в небольших отелях или магазинах.
Наибольшее распространение имеют следующие способы:
- Электромагнитный, использующий электромагнит, как правило соленоидного типа, снабженный контактным выключателем обеспечивающим колебательные движения мембраны излучающей звук. Такое устройство является самым распространенным и устанавливается на всех мотоциклах и легковых автомобилях. Его электромеханическая схема приведена на рисунке справа.
- Электронный, использующий электронный звуковой генератор и электродинамический громкоговоритель.
- Пневматический, использующий поток воздуха от компрессора (в начале XX века он был ручным в виде груши), создающий резонансные звуковые колебания в трубе.
- Пневматический, использующий воздушный поток, продуваемый компрессором (с ручным или механическим приводом) через вращающийся ротор с отверстиями. Способ применяется для создания особо мощных звуковых сигналов, а устройство обычно называют сиреной.

## Использование клаксонов в наши дни

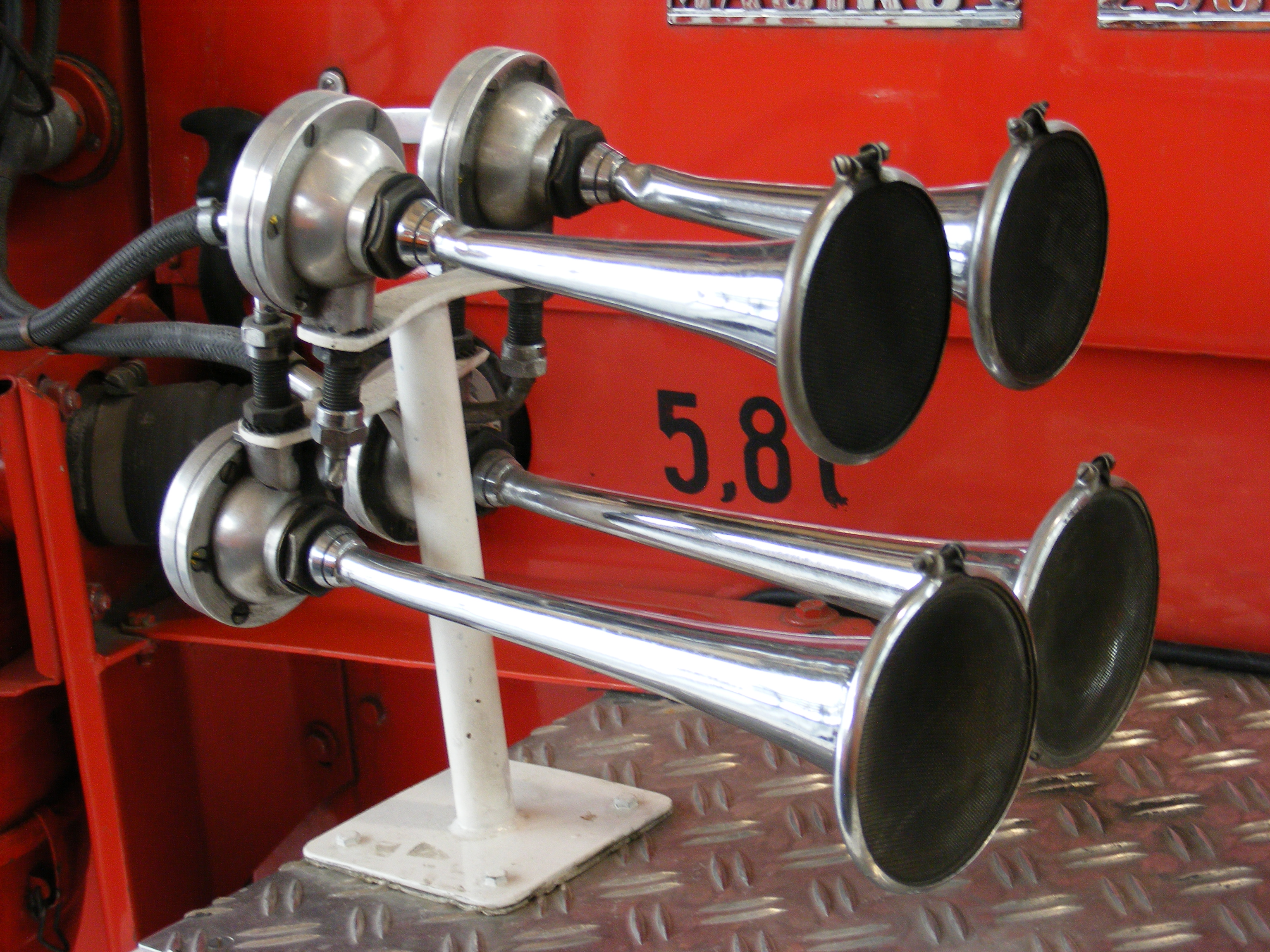
Две пары разнотоновых клаксонов тяжелого грузовика

Исторически сложилось, что тон и сила звука клаксона транспортного средства связаны с его габаритами и, следовательно, длиной его тормозного пути. Закономерность проста: звук мощнее и ниже — транспорт больше и тяжелее. Большому транспорту (локомотив, теплоход) необходимо оповестить о себе на бо́льшее расстояние. Для этого и требуется большая мощность звука и низкая частота. Клаксоны для таких сигналов имеют заметные размеры, что делает непрактичным их размещение на малогабаритных транспортных средствах, например в мотоколяске.
В целом ряде стран требование такой закономерности введено законодательно, поэтому действительно даже по звуковому сигналу можно судить о размерах приближающегося транспорта
В настоящее время на автотранспорте клаксоны обычно используются парами. Один с высоким тоном, другой с низким. Это обеспечивает силу и красоту звучания. Но средняя частота таких сдвоенных сигналов всё равно укладывается в указанную выше закономерность.